# Simone Benedetti
Simone Benedetti (Torino, 3 aprile 1992) è un calciatore italiano, difensore svincolato.

## Biografia
È figlio di Silvano Benedetti, ex calciatore.

## Caratteristiche tecniche
Classico difensore centrale, destro di piede, è molto abile nelle palle alte e ha ottime capacità tecniche, grazie alle quali imposta spesso l'azione dalla difesa. Sporadicamente è stato anche impiegato come terzino destro.

## Carriera

### Club

#### Gli inizi, Torino
Cresciuto fin da tenera età nel vivaio del Torino, si rivela fin da giovanissimo uno dei talenti più importanti delle giovanili granata, delle quali compie tutte le trafile fino ad approdare alla formazione primavera nel 2008, sotto la guida di Antonino Asta. Dopo aver collezionato una panchina in Serie A il 16 gennaio 2008 nella partita in trasferta contro la Roma, il 30 maggio 2010 debutta tra i professionisti nell'ultimo turno della stagione 2009-2010, giocando da titolare la partita tra Torino e Cittadella, finita 1-0. La squadra raggiunge i playoff, persi in finale con il Brescia, ma fatta eccezione per una panchina collezionata nella gara interna con il Sassuolo, Benedetti li vede da spettatore.

#### Inter
Il 22 luglio 2010, dopo aver trascorso il ritiro con il Torino, passa in compartecipazione all'Inter per 2 milioni di euro, più la metà di Alen Stevanović, che passa alla società granata. Aggregato alla formazione Primavera nerazzurra, della quale diviene titolare della difesa, vince il Torneo di Viareggio 2011. È presente inoltre, anche se in panchina, nella finale di Coppa del mondo per club FIFA 2010, in cui l'Inter trionfa per 3-0 contro il Mazembe.

#### Gubbio, Spezia e Padova
A 19 anni viene ceduto in prestito al Gubbio, in Serie B, dove disputa una intera stagione, terminata tuttavia con la retrocessione della squadra umbra.
Nella successiva stagione passa in prestito allo Spezia, sempre in Serie B. Pur essendo destinato al ruolo di riserva, dimostra di essere affidabile disputando ottime prestazioni da subentrato, guadagnandosi così il posto da titolare. Il 30 dicembre, nella sfida contro il Vicenza, valida per la prima giornata di ritorno, segna il suo primo gol in maglia bianca con un colpo di testa su azione da calcio d'angolo e realizzando così il gol del momentaneo 0-2 dello Spezia, che vincerà poi per 2-3.
Conclude la stagione con 23 presenze e 3 reti complessive.
Il 19 giugno 2013 viene riscattato interamente dall'Inter, che il mese successivo lo trasferisce al Padova con la formula del prestito. Con la maglia dei veneti totalizza 35 presenze stagionali.

#### Cagliari e Bari
Il 7 luglio 2014 viene acquistato a titolo definitivo dal Cagliari, allenato da Zdeněk Zeman. Il 19 ottobre 2014 esordisce in Serie A nella partita Cagliari-Sampdoria (2-2).
Dopo sole 5 presenze il 2 febbraio 2015 passa in prestito al Bari in Serie B, facendo la sua prima apparizione in maglia biancorossa il 3 marzo in occasione di Bari-Catania.
Gioca solo 3 partite e torna al Cagliari dove gioca altrettante partite sempre in B.

#### Vietus Entella, Pisa e Alessandria
Il 26 gennaio 2016 passa in prestito all’Entella. Gioca 6 partite e a fine stagione viene riscattato dal club ligure con cui in tre anni mette insieme 65 presenze complessive.
Il 16 gennaio 2019 si trasferisce al Pisa in Serie C.
Il 3 agosto 2021 viene acquistato dall'Alessandria, mettendo poi a referto 16 presenze in Serie B.

#### Feralpisalò, Avellino e Lucchese
Il 23 agosto 2022 viene acquistato a titolo definitivo dalla Feralpisalò, militante in Serie C. Dopo 11 presenze, nella sessione invernale del mercato, il 20 gennaio 2023, passa a titolo definitivo all'Avellino, ritrovando Mister Rastelli dopo l'esperienza cagliaritana.
Il 1º febbraio 2025 viene acquistato a titolo definitivo dalla Lucchese, con cui sottoscrive un accordo fino al termine della stagione.

### Nazionale
Gioca in tutte le rappresentative giovanili italiane dall'Under-16 all'Under-20.

## Statistiche

### Presenze e reti nei club
Statistiche aggiornate al 17 maggio 2025.
| Stagione        | Squadra         | Campionato      | Campionato | Campionato | Coppe nazionali | Coppe nazionali | Coppe nazionali | Coppe continentali | Coppe continentali | Coppe continentali | Altre coppe | Altre coppe | Altre coppe | Totale | Totale | Totale |
| Stagione        | Squadra         | Comp            | Pres       | Reti       | Comp            | Pres            | Reti            | Comp               | Pres               | Reti               | Comp        | Pres        | Reti        | Pres   | Reti   |        |
| --------------- | --------------- | --------------- | ---------- | ---------- | --------------- | --------------- | --------------- | ------------------ | ------------------ | ------------------ | ----------- | ----------- | ----------- | ------ | ------ | ------ |
| 2009-2010       | Torino          | B               | 1          | 0          | CI              | 0               | 0               | -                  | -                  | -                  | -           | -           | -           | 1      | 0      |        |
| 2010-2011       | Inter           | A               | 0          | 0          | CI              | 0               | 0               | UCL                | 0                  | 0                  | SI+SU+Cmc   | 0           | 0           | 0      | 0      |        |
| 2011-2012       | Gubbio          | B               | 36         | 0          | CI              | 3               | 1               | -                  | -                  | -                  | -           | -           | -           | 39     | 1      |        |
| 2012-2013       | Spezia          | B               | 21         | 2          | CI              | 2               | 1               | -                  | -                  | -                  | -           | -           | -           | 23     | 3      |        |
| 2013-2014       | Padova          | B               | 33         | 0          | CI              | 2               | 0               | -                  | -                  | -                  | -           | -           | -           | 35     | 0      |        |
| 2014-gen. 2015  | Cagliari        | A               | 5          | 0          | CI              | 1               | 0               | -                  | -                  | -                  | -           | -           | -           | 6      | 0      |        |
| gen.-giu. 2015  | Bari            | B               | 3          | 0          | CI              | -               | -               | -                  | -                  | -                  | -           | -           | -           | 3      | 0      |        |
| 2015-gen. 2016  | Cagliari        | B               | 3          | 0          | CI              | 2               | 0               | -                  | -                  | -                  | -           | -           | -           | 5      | 0      |        |
| Totale Cagliari | Totale Cagliari | Totale Cagliari | 8          | 0          |                 | 3               | 0               |                    | -                  | -                  |             | -           | -           | 11     | 0      |        |
| gen.-giu. 2016  | Virtus Entella  | B               | 6          | 0          | CI              | -               | -               | -                  | -                  | -                  | -           | -           | -           | 6      | 0      |        |
| 2016-2017       | Virtus Entella  | B               | 19         | 0          | CI              | 2               | 0               | -                  | -                  | -                  | -           | -           | -           | 21     | 0      |        |
| 2017-2018       | Virtus Entella  | B               | 26+1       | 0          | CI              | 0               | 0               | -                  | -                  | -                  | -           | -           | -           | 27     | 0      |        |
| 2018-gen. 2019  | Virtus Entella  | C               | 9          | 0          | CI              | 2               | 0               | -                  | -                  | -                  | -           | -           | -           | 11     | 0      |        |
| Totale Entella  | Totale Entella  | Totale Entella  | 61         | 0          |                 | 4               | 0               |                    | -                  | -                  |             | -           | -           | 65     | 0      |        |
| gen.-giu. 2019  | Pisa            | C               | 17+6       | 0          | CI-C            | 2               | 0               | -                  | -                  | -                  | -           | -           | -           | 25     | 0      |        |
| 2019-2020       | Pisa            | B               | 30         | 1          | CI              | 2               | 0               | -                  | -                  | -                  | -           | -           | -           | 32     | 1      |        |
| 2020-2021       | Pisa            | B               | 24         | 0          | CI              | 2               | 0               | -                  | -                  | -                  | -           | -           | -           | 26     | 0      |        |
| Totale Pisa     | Totale Pisa     | Totale Pisa     | 71+6       | 1          |                 | 6               | 0               |                    | -                  | -                  |             | -           | -           | 83     | 1      |        |
| 2021-2022       | Alessandria     | B               | 16         | 0          | CI              | 2               | 0               | -                  | -                  | -                  | -           | -           | -           | 18     | 0      |        |
| 2022-gen. 2023  | Feralpisalò     | C               | 11         | 0          | CI-C            | 0               | 0               | -                  | -                  | -                  | -           | -           | -           | 11     | 0      |        |
| gen.-giu. 2023  | Avellino        | C               | 8          | 1          | CI-C            | 0               | 0               | -                  | -                  | -                  | -           | -           | -           | 8      | 1      |        |
| 2023-2024       | Avellino        | C               | 12         | 0          | CI-C            | 3               | 0               | -                  | -                  | -                  | -           | -           | -           | 15     | 0      |        |
| 2024-feb. 2025  | Avellino        | C               | 3          | 0          | CI+CI-C         | 0+3             | 0               | -                  | -                  | -                  | -           | -           | -           | 6      | 0      |        |
| Totale Avellino | Totale Avellino | Totale Avellino | 23         | 1          |                 | 6               | 0               |                    | -                  | -                  |             | -           | -           | 29     | 1      |        |
| feb.-giu. 2025  | Lucchese        | C               | 13+2       | 0          | CI-C            | -               | -               | -                  | -                  | -                  | -           | -           | -           | 15     | 0      |        |
| Totale carriera | Totale carriera | Totale carriera | 305        | 4          |                 | 28              | 2               |                    | -                  | -                  |             | -           | -           | 333    | 6      |        |

## Palmarès

### Competizioni giovanili
- Torneo di Viareggio: 1

Inter: 2011

### Competizioni internazionali
- Coppa del mondo per club: 1

Inter: 2010